# Albrecht Dold
Albrecht Egon Dold (* 5. August 1928 in Nußbach (bei Triberg im Schwarzwald); † 26. September 2011 in Neckargemünd) war ein deutscher Mathematiker. Er gilt als Pionier der algebraischen Topologie. Seine Arbeit als Mitherausgeber der Lecture Notes in Mathematics verschaffte ihm einen weiten Überblick über die Entwicklung nahezu aller Bereiche der modernen Mathematik.

## Leben
Der Sohn eines Uhrmachers und Kaufmanns wechselte 1939 zur Schwarzwaldschule in Triberg, im Januar 1944 wurde er als Flakhelfer einberufen (er diente bis März 1945). Im November 1945 verstarb sein Vater an Kriegsfolgen. Trotzdem gelang es ihm, einen Studienplatz an der Ruprecht-Karls-Universität Heidelberg zu erhalten, wo er ab 1948 Mathematik studierte, 1952 sein Diplom ablegte und 1954 bei Herbert Seifert zum Dr. rer. nat. promoviert wurde (Über fasernweise Homotopieäquivalenz von Faserräumen. Mathematische Zeitschrift Bd. 62, 1955, S. 111). 1954 bis 1956 war er Assistent am Mathematischen Institut in Heidelberg. 1956 bis 1958 war er Assistent bei Hassler Whitney am Institute for Advanced Study in Princeton, New Jersey. 1958 habilitierte er sich in Heidelberg mit der Arbeit Homologie symmetrischer Produkte und anderer Funktoren von Komplexen. 1960 war er zunächst Assistant Professor und ab 1961 Associate Professor an der New Yorker Columbia University, ordentliche Professuren erhielt er 1962 an der Universität Zürich und ab 1963 an der Universität Heidelberg, wo er bis zu seiner Emeritierung 1996 Professor für reine Mathematik war. 1970/71 war er Dekan der mathematischen Fakultät.
Er war zu Gastaufenthalten, die länger als einen Monat dauerten, an der Universität Amsterdam, Warwick University (Coventry), Harvard (Cambridge), University of Washington (Seattle), University of British Columbia (Vancouver), IHES (Paris), Universität Genf, ETH Zürich, University of Osaka, PUC Rio de Janeiro, USP Sao Paulo, University of  Mexiko, Politecnico Mexiko, Academia Sinica (Taiwan), Nankai University (Tianjin), Macquarie University (Sydney), University of Minnesota (Minneapolis), University of Chicago, University of Wisconsin (Madison), University of California (Los Angeles), Universität Mailand, Universität Rom, University of Calabria (Cosenza), Universität Lecce, Hebrew University (Jerusalem). 1966 bis 1985 war er Beirat im Mathematischen Forschungsinstitut Oberwolfach.
Er war seit 1965 mit der Mathematikhistorikerin Yvonne Dold-Samplonius verheiratet. Die Ehe blieb kinderlos.

## Wirken
Albrecht Dold beschäftigte sich im Wesentlichen mit Algebraischer Topologie und Homologischer Algebra. Er schrieb ein verbreitetes Lehrbuch der algebraischen Topologie im Springer-Verlag, bei dem er auch Mitherausgeber der Lecture Notes in Mathematics war. Er arbeitete unter anderem über die Kobordismentheorie von René Thom. Seine Arbeiten über Fixpunktsätze haben Anwendungen unter anderem in den Wirtschaftswissenschaften. Von ihm stammen der Satz von Dold, der Satz von Dold-Thom und der Satz von Dold-Kan.
Von 1984 bis 1985 war er Präsident der Deutschen Mathematiker-Vereinigung. Von 1995 bis 1998 war er Vizepräsident der International Mathematical Union. Er war Sekretär der Mathematisch-naturwissenschaftlichen Klasse der Heidelberger Akademie der Wissenschaften von 1991 bis 1994 und danach bis zum 1999 Vertreter des Sekretärs.
Er war von 1964 bis 2001 einer der Herausgeber der Lecture Notes in Mathematics des Springer Verlags. Zusammen mit Beno Eckmann (1964–1994) und Floris Takens (1994–2000) verantwortete er 1750 Ausgaben der Lecture Notes. Außerdem war er 1968 bis 1982 Mitherausgeber der Ergebnisse der Mathematik und ihrer Grenzgebiete bei Springer und 1969  bis 1993 von Manuscripta Mathematica, 1977 bis 2004 des Bulletin des Sciences Matheématiques, 1978 bis 1992 der Rendicondi di Matematica Roma, 1990 bis 2001 des Journal of Pure and Applied Algebra und seit 2007 des Journal of Fixed Point Theory and Applications.
Zu seinen Doktoranden zählen Eberhard Freitag, Volker Puppe und Carl-Friedrich Bödigheimer.

## Auszeichnungen und Ehrungen
- 1962 war Dold Invited Speaker auf dem Internationalen Mathematikerkongress in Stockholm.[7]
- Aufnahme in die Heidelberger Akademie der Wissenschaften (1974)[8]
- Aufnahme in die Deutsche Akademie der Naturforscher Leopoldina – Nationale Akademie der Wissenschaften (1985)[1]
- Korrespondierendes Mitglied der Mexikanischen Akademie der Wissenschaften (Academia Mexicana de Ciencias)
- Ehrendoktorwürde zum Dr. rer. pol. h. c. 1983 verliehen von der Fakultät der Wirtschaftswissenschaften der Universität Karlsruhe

## Schriften
- Erzeugende der Thomschen Algebra {\displaystyle {\mathfrak {N}}}. Mathematische Zeitschrift Bd. 65, 1956, S. 25.
- mit Thom: Quasifaserungen und unendliche symmetrische Produkte, Annals of Mathematics, Band 67, 1958, S. 239–281
- mit Dieter Puppe: Homologie nicht additiver Funktoren. Anwendungen, Annales de L'Institute Fourier, Band 11, 1961, S. 201–312
- Über die Steenrodschen Kohomologieoperationen, Annals of Mathematics, Band 73, 1961, S. 258–294.
- Partitions of unity in the theory of fibrations, Annals of Mathematics, Band 78, 1963, S. 223–255 (dazu auch sein Vortrag auf dem Internationalen Mathematikerkongress 1962)
- Halbexakte Homotopiefunktoren, Springer, Lecture notes in mathematics 12, 1966
- Lectures on Algebraic Topology. Springer-Verlag, Grundlehren der mathematischen Wissenschaften, 1972, 2. Auflage 1980, neu 2004 in der Reihe Classics in Mathematics herausgekommen, ISBN 3-540-58660-1.
- Homotopie und Kohomologie. Jahresbericht DMV 1966.
- Chern classes in general cohomology, INDAM Symposia Math., Band V, 1970, S. 385–410.
- The Fixed Point Index of Fibre-Preserving Maps. Inventiones Mathematicae, Bd. 25, 1974, S. 281.
- The Fixed Point Transfer of Fibre-Preserving Maps, Mathematische Zeitschrift, Band 148, 1976, S. 215–244
- Fixed Point theory and Homotopy theory. In: Symposium in Algebraic Topology in Honor of Josef Adem. AMS 1982.
- Fixed point indices of iterated maps. Inventiones Mathematicae, Band 74, 1983, S. 419–435